# Liste der Abgeordneten zum Burgenländischen Landtag (VII. Gesetzgebungsperiode)
Diese Liste der Abgeordneten zum Burgenländischen Landtag listet alle Mitglieder des Burgenländischen Landtags in der VII. Gesetzgebungsperiode auf. Die Gesetzgebungsperiode wurde am 19. März 1953 mit der Angelobung der Abgeordneten und der Wahl des Präsidiums eröffnet und endete nach 42 Sitzungen am 11. Juni 1956 mit der Angelobung des Landtags der VIII. Gesetzgebungsperiode. Nach der Landtagswahl am 13. Mai 1953 entfielen 16 von 32 Mandaten auf die Österreichische Volkspartei (ÖVP), 14 auf die Sozialdemokratische Partei Österreichs (SPÖ) und je 1 Mandat auf die Wahlpartei der Unabhängigen (WdU) und die Wahlgemeinschaft österreichischer Volksopposition (VO).
Dem Präsidium saß als 1. Landtagspräsident der ÖVP-Abgeordnete Josef Lentsch vor. Ebenfalls über die ganzen Periode waren der 2. Landtagspräsident Hans Wastl (SPÖ) und der 3. Landtagspräsident Johann Hautzinger (ÖVP) im Amt. Die Funktion des Schriftführers übten Josef Schatz und Alfred Weichselberger aus, Ordner waren Bernhard Gansrigler und Paul Weiß.
| Name                  | Fraktion | Anmerkung            |
| --------------------- | -------- | -------------------- |
| Bauer Johann          | ÖVP      |                      |
| Billes Stefan         | SPÖ      |                      |
| Bögl Hans             | SPÖ      |                      |
| Böröcz Vinzenz        | VO       |                      |
| Düh Karl              | SPÖ      |                      |
| Fiedler Georg         | ÖVP      |                      |
| Gansrigler Bernhard   | ÖVP      |                      |
| Görcz Adalbert        | WdU      |                      |
| Habeler Johann        | ÖVP      |                      |
| Hautzinger Johann     | ÖVP      | 3. Landtagspräsident |
| Hetfleisch Nikolaus   | ÖVP      |                      |
| Karall Lorenz         | ÖVP      |                      |
| Kery Theodor          | SPÖ      |                      |
| Knotzer Heinrich      | SPÖ      |                      |
| Krammer Franz         | SPÖ      |                      |
| Lentsch Josef         | ÖVP      | 1. Landtagspräsident |
| Leopold Franz         | ÖVP      |                      |
| Nikles Julius         | ÖVP      |                      |
| Parise Ludwig         | SPÖ      |                      |
| Polster Reinhold      | ÖVP      |                      |
| Robak Friedrich       | SPÖ      |                      |
| Sandhofer Michael     | ÖVP      |                      |
| Schatz Josef          | ÖVP      |                      |
| Steidl Karl           | SPÖ      |                      |
| Thury Franz           | ÖVP      |                      |
| Trenovatz Stefan      | SPÖ      |                      |
| Wachter Felix         | ÖVP      |                      |
| Wagner Johann         | ÖVP      |                      |
| Wastl Hans            | SPÖ      | 2. Landtagspräsident |
| Weichselberger Alfred | SPÖ      |                      |
| Weiß Paul             | SPÖ      |                      |
| Wessely Alois         | SPÖ      |                      |